# Bucegi (Abruptul Bucșoiu, Mălăești, Gaura)
Bucegi (Abruptul Bucșoiu - Mălăești - Gaura) este o arie protejată de interes național ce corespunde categoriei a IV-a IUCN (rezervație naturală de tip mixt) situată în județul Brașov, pe teritoriul administrativ al comunelor Bran și Moieciu și al orașului Râșnov.

## Localizare
Aria naturală cu o suprafață de 1.634 ha, se află în partea nordică a Munților Bucegi, în extremitatea central-sudică a județului Brașov, pe limita graniței teritoriale cu județele Dâmbovița și Prahova, în apropierea drumului național DN73 care leagă Piteștiul de municipiul Brașov.

## Descriere
Rezervația naturală a fost declarată arie protejată prin Legea Nr.5 din 6 martie 2000 (privind aprobarea Planului de amenajare a teritoriului național - Secțiunea a III-a - zone protejate) și este inclusă în Parcul Natural Bucegi.
Aria protejată reprezintă un peisaj alpin cu abrupturi stâncoase, pășuni (vegetație alpină variată) și păduri; asociații floristice specifice etajului subalpin și alpin inferior și alpin superior și o faună variată în specii de mamifere, păsări, reptile, amfibieni, pești și insecte; specifică extremități estice a Carpaților Meridionali.

## Biodiversitate
„Bucegi (Abruptul Bucșoiu, Mălăești, Gaura)” este o rezervație naturală cu diversitate floristică și faunistică ridicată, exprimată atât la nivel de specii, cât și la nivel de ecosisteme terestre.

## Habitate
Rezervația naturală se suprapune sitului Natura 2000 - „Bucegi” și dispune de mai multe tipuri de habitate, astfel: fânețe montane, pajiști calcifile alpine și subalpine, tufărișuri alpine și boreale, păduri dacice de fag, păduri medio-europene de fag, păduri acidofile cu molid, păduri de zadă, păduri de zâmbru, vegetație lemnoasă cu cătină pe malurile râurilor, comunități cu ierburi higrofile, mlaștini turboase, abrupturi stâncoase cu vegetație chasmofitică, grohotișuri calcaroase, grohotișuri medio-europene calcaroase, grohotișuri silicioase și grohotișuri de șisturi calcaroase.

### Faună

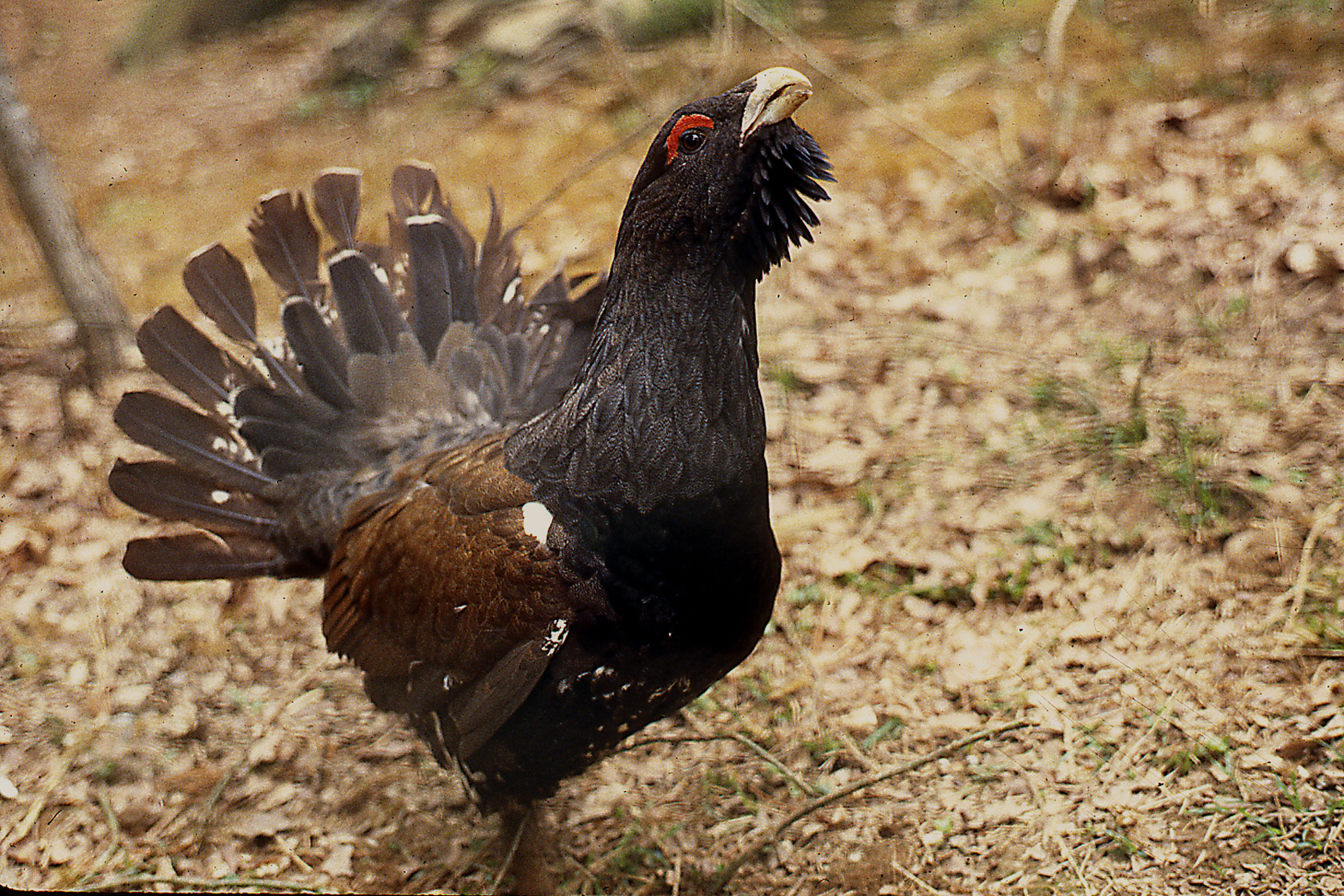
Cocoș de munte (Tetrao urogallus)

Fauna este una variată și bine reprezentată de mai multe specii de mamifere, păsări, reptile, broaște, pești sau insecte< dintre care unele enumerate în anexa I-a a Directivei Consiliului European 92/43/CE din 21 mai 1992 (privind conservarea habitatelor naturale și a speciilor de faună și floră sălbatică) sau aflate pe lista roșie a IUCN.
Mamifere cu specii de: capră neagră (Rupicapra rupicapra, în zona alpină superioară), cerb (Cervus elaphus), căprioară (Capreolus capreolus), lup cenușiu (Canis lupus), urs (Ursus arctos), mistreț (Sus scrofa), vulpe (Vulpes vulpes crucigera), râs eurasiatic (Lynx lynx), sau pisică sălbatică (Felis silvestris), veveriță (Sciurus carolinensis);  
Specii de păsări: cocoș de munte (Tetrao urogallus), șorecarul comun (Buteo buteo), acvilă de munte (Aquila chrysaetos), găinușa de alun (Tetrastes bonasia), uliu (Accipiter nisus), corb (Corvus corax), ciocănitoare de munte (Picoides tridactylus), mirlă (Turdus merula), acvila țipătoare mică (Aquila pomarina), codobatură (Motacilla alba), aușel (Regulus regulus), mugurar (Pyrrhula pyrrhula), sturz de vâsc (Turdus viscivorus), sticlete (Carduelis carduelis), pițigoi moțat (Parus cristatus), vânturel (Falco verpestinus);
Reptile și amfibieni: vipera comună (Vipera berus), năpârcă (Anguis fragilis), șarpele de alun (Coronella austriaca), salamandră (Salamandra salamandra).

### Floră

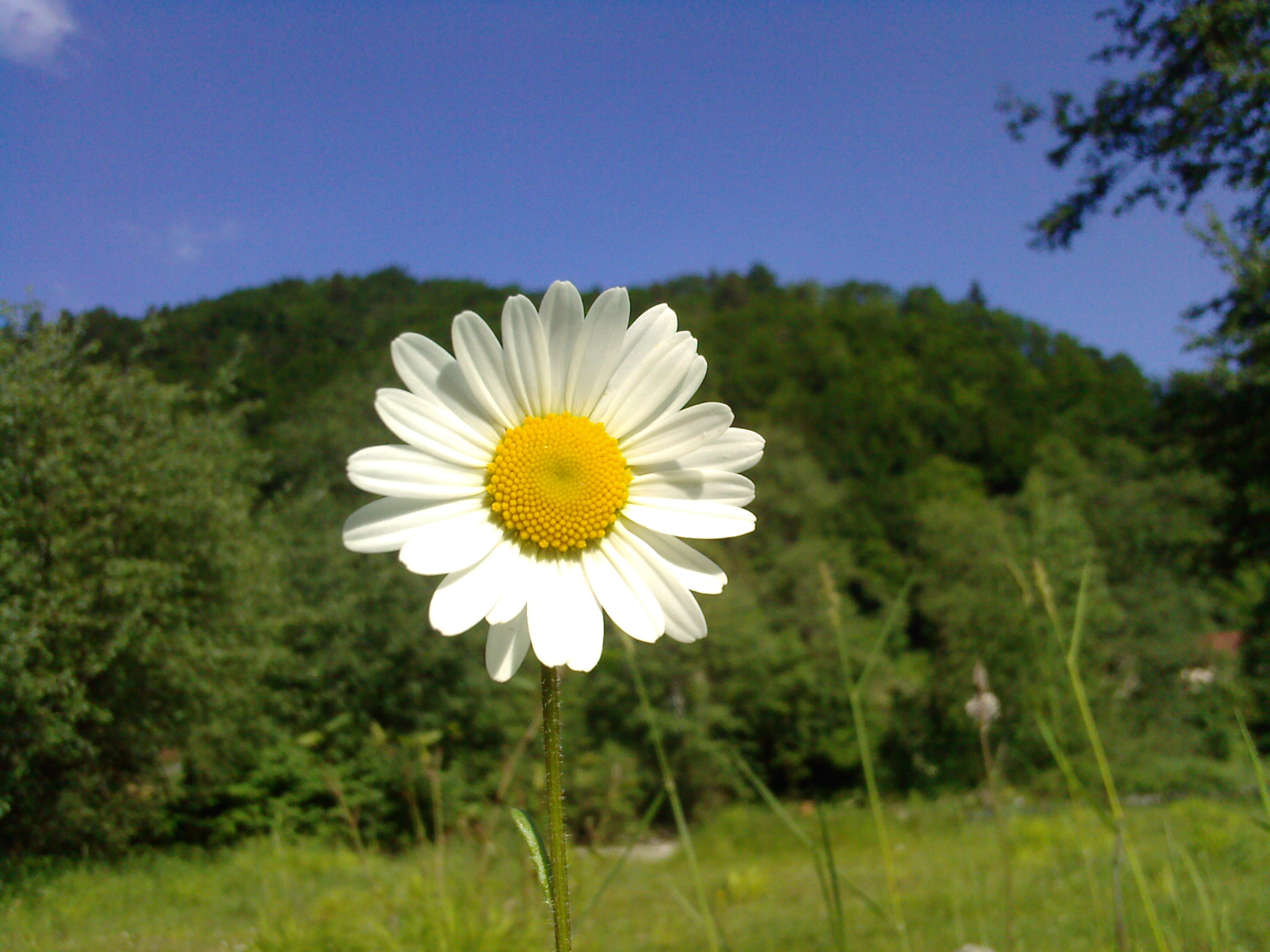
Margaretă (Leucanthemum vulgare)

Flora ariei naturale este constituită din arbori cu specii de: brad (Abies), molid (Picea abies), pin (Pinus), tisă (Taxus baccata), zâmbru (Pinus cembra), zadă (Larix),  fag (Fagus sylvatica), mesteacăn (Betula pendula), frasin (Fraxinus), plop tremurător (Populus tremula), salcie căprească (Salix capreea) și arbusti cu specii de jneapăn (Pinus mugo), ienupăr (Juniperus communis), afin (Vaccinum myrtillus), salcie pitică (Salix retusa), merișor (Vaccinum vitis idaea L.), mur (Rubus fruticosus), salbă moale (Euonymus europaeus).
La nivelul ierburilor vegetează mai multe specii floristice (unele foarte rare, printre care unele ocrotite prin aceeași Directivă a Consiliului European 92/43/CE din 21 mai 1992), dintre care: floarea-reginei (Leontopodium alpinum), sângele voinicului (Nigritella rubra), smârdar (Rhododendron kotschyi), iederă albă (Daphne blagayana), gențiană (Gentiana clusii), omag galben (Aconitum anthora), rușuliță (Hieracium aurantiacum), piciorul cocoșului (Ranunculus repens), iarba-ciutei (Doronicum austriacum), valeriană (Valeriana officinalis), piciorul cocoșului de munte (Ranunculus montanus), micsandră de munte (Erysimum officinalis), iarba osului (Helianthemum nummularium), cinci-degete (Potentilla reptans), ochelariță (Biscutella laevigata), stânjenel mic de munte (Iris ruthenica), cimbrișor de câmp (Thymus serpyllum), ciurul zânelor (Carlina acaulis), argințica (Dryas octopela), cornuț de munte (Cerastium arvense), ciuboțica cucului de munte (Primula eliator), margaretă (Leucanthemum vulgare), lâna caprelor (Cerastium tomentosum), clopoțel de munte (Campanula alpina).

## Căi de acces
- Drumul național DN73 pe ruta: Brașov - Râșnov - Tohanu Nou - Bran - Cheia, de aici se intră pe drumul județean (DJ112F) spre Moieciu de Sus[10]
- Drumul național DN73 pe ruta: Câmpulung - Valea Hotarului - Dragoslavele - Rucăr - Cheia, drumul județean (DJ112F) în direcția Moieciu de Sus.

## Obiective turistice
În vecinătatea rezervației naturale se află mai multe obiective de interes turistic (lăcașuri de cult, monumente istorice, arii naturale protejate, muzee), astfel:
Biserica „Adormirea Maicii Domnului” din Bran, lăcaș de cult ortodox (monument istoric) ridicat între anii 1828-1836

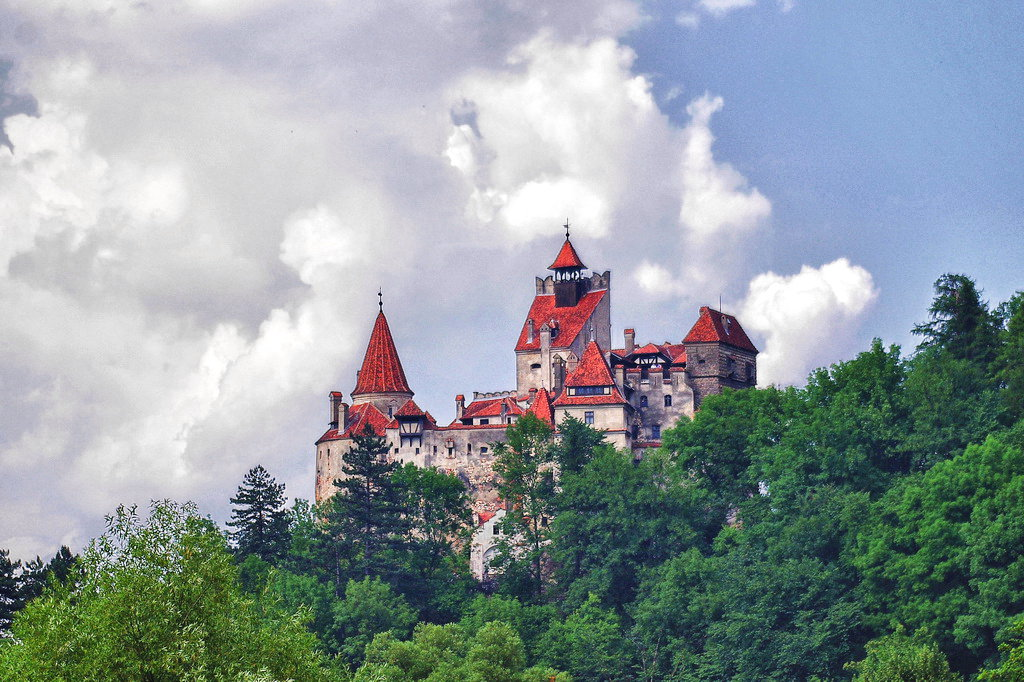
Castelul Bran

Castelul Bran (monument istoric) construit între anii 1211-1377 cu destinație inițială de cetate militară (de supraveghere a Pasului Rucăr-Bran) și transformat în anul 1920, în castel (când era în proprietatea reginei Maria)
Muzeul satului Bran care adăpostește importante valori ale arhitecturii tradiționale din Țara Bârsei (case țărănești ce includ anexe gospodărești, joagăr, piuă, dârste) și reflectă ocupațiile străvechi ale localnicilor (prelucrarea lemnului, cultura plantelor și creșterea animalelor)
Parcul Natural Bucegi ce include mai multe rezervații naturale, dintre care: Abruptul prahovean Bucegi, Peștera - Cocora (Valea Horoabei - Cocora), Munții Colții lui Barbeș, Locul fosilifer Vama Strunga
Parcul Național Piatra Craiului  cu ariile protejate: Cheile Zărneștiului - Cheile Vlădușca, Peștera Liliecilor, Peștera Stanciului, Avenul din Grind, Peștera nr. 15, Peștera Uluce, Peștera Dâmbovicioara, Zona carstică Dâmbovicioara - Brusturet, Peștera Dobreștilor